# Азуфрес
Азуфрес — вулкан, розташований на території штату Мічоакан, Мексика.
Азуфрес — кальдера, висота навколишніх гір досягає 3400 м н.р.м. Знаходиться за 200 км на північний захід від міста Мехіко. Діаметр кальдери 18 × 20 км. Утворює вулканічний центр з геотермальними джерелами, який лежить на північ від Мексиканської вулканічної дуги. Спочатку утворилася кальдера, згодом - вулканічні куполи, складені з дацитів і ріолітів.
У період між 1,4 млн і 800 тис. років тому сталося два викиди магматичної маси. Кожен період активної вулканічної діяльності тривав 200 тис. років. Перший викид вулканічної маси складався переважно зі сполук кремнію, другий - з базальту. Після потужних вулканічних вивержень, які сталися 600 тис. років тому, виникли сучасні вулканічні куполи. Аналіз ігнімбритів показав, що остання вулканічна активність відбувалася в період 38-26 тис. років тому. У кальдері активні фумароли. У 1985 році впродовж 2 місяців спостерігалася сейсмічна активність і підвищення вмісту радону у фумарольних джерелах. Є імовірність, що магма вулкана знаходиться неглибоко й досі в земній корі цього району відбувається підземна вулканічна активність.
З 1982 року геотермальні джерела використовуються для виробки енергії. За 20 років роботи було вироблено 120 млн тонн пари. До 1998 року було пробурено 67 свердловин, 33 з яких використано для виробки енергії. Деякі свердловини досягали 1-кілометрової глибини.

## Відео
- Викид пари в кальдере Лос Азуфрес на YouTube

## Ресурси Інтернету
- Вулкан Азуфрес. Global Volcanism Program. Смітсонівський інститут. (англ.)
- Volcano Live — John Search [Архівовано 2 грудня 2017 у Wayback Machine.]
- Vulcanism.ru